# کاستیلیون فیورنتینو
کاستیلیون فیورنتینو (به ایتالیایی: Castiglion Fiorentino) یک کومونه در ایتالیا است که در استان آرتزو واقع شده‌است.

## خصوصیات
کاستیلیون فیورنتینو ۱۱۳٫۱۹ کیلومترمربع مساحت و ۱۳٬۰۷۲ نفر جمعیت دارد و ۳۴۲ متر بالاتر از سطح دریا واقع شده‌است.

## خواهرخوانده
شهرهای La Charité-sur-Loire و روندا خواهرخوانده‌های کاستیلیون فیورنتینو هستند.